# Nyctemera burica
Nyctemera burica är en fjärilsart som beskrevs av Holland 1900. Nyctemera burica ingår i släktet Nyctemera och familjen björnspinnare. Inga underarter finns listade i Catalogue of Life.